# 제3의 물결 (실험)
제3의 물결(The Third Wave)은 민주적 사회조차도 파시즘의 유혹에 면역을 갖고 있지 않다는 것을 증명하기 위한 사회 실험이다. 이 실험은 역사 교사 론 존스가 "현대 세계" 강의 와중 나치 독일에 관한 수업의 일환으로, 고등학교 2학년 학생들과 함께 진행하였다.

## 실험 배경
실험이 이루어진 곳은 캘리포니아주 팔로알토의 큐벌리 고등학교였으며, 실험이 이루어진 때는 1967년 4월 첫째 주였다. 역사교사 론 존스는 어째서 독일 시민들이 홀로코스트를 몰랐다고 주장할 수 있었는가를 학생들에게 설명하기 어려움을 느끼고, 학생들이 스스로 그것을 체험해 보게 하고자 하였다. 존스는 민주주의의 제거를 목적으로 하는 "제3의 물결"(The Third Wave)라는 이름의 운동을 시작했다. 민주주의의 개인 중시는 곧 민주주의의 결점으로 생각되었으며, 존스는 이 점을 운동의 요점이라고 강조했다. 제3의 물결의 모토는 다음과 같았다. “규율을 통한 힘, 공동체를 통한 힘, 행동을 통한 힘, 긍지를 통한 힘.”
이 실험은 기록이 제대로 되어 있지 않았다. 실험이 진행된 동시대에 실험이 언급된 곳은 큐벌리 고등학교 교지 《큐벌리 캐터마운트》 뿐이었다. 그나마도 두 호에 걸쳐 짤막하게, 그리고 다른 호에서 실험 결론을 논하는 내용이 그보다는 조금 길게 언급되었을 뿐이다. 약 9년이 흐른 뒤 존스가 실험에 대한 상세한 기록을 남겼고, 실험에 대한 다른 기술들이 뒤따랐다. 이러한 기술들 중에는 존스와 피실험 학생들 본인들과 면담한 내용들도 포함되어 있다.

## 실험의 진행

### 제1일
존스의 기록에 따르면, 실험 첫날은 바른 자세로 앉기 등의 훈련을 학생들에게 시키는 간단한 것으로 시작되었다. 그리고 존스는 권위주의적 태도와 학급 효율의 급격한 증가를 통하여 엄격한 교실 규칙을 강요하였다.
첫날 실험은 몇 가지 규칙을 만드는 것으로 종료되었다. 학생들은 수업 종료 종이 울리기 전에 차렷자세로 앉아 있어야 했으며, 질문을 하거나 대답을 할 때는 자리에서 일어서야 했다. 또한 질문 또는 대답은 세 단어 이하로 해야 했고, 모든 발언의 말머리에 "존스 선생님"이라는 말을 붙여야 했다.

### 제2일
둘째 날, 존스는 자신의 역사반 교실을 더욱 우월한 규율과 공동체로 거듭나게 할 것이라고 하였다. 존스는 이 운동을 "제3의 물결"이라고 명명하였다. 이 명명은 파도에 관한 속설을 잘못 인용하여 세 번째 오는 파도가 가장 힘이 세다고 함으로써 유래한 것이었다(이것은 뱃사람들의 속설로, 실제로는 아홉 번째 파도가 가장 힘이 세다고 한다. 테니슨의 The Coming of Arthur에도 언급된다). 존스는 나치의 경례와 유사한 경례 방법을 만들어내고 학생들에게, 역사 교실 이외의 장소에서도 서로서로 이 경례를 하고 다닐 것을 명령했다. 학생들은 이 명령에 모두 고분고분 따랐다.

### 제3일
학교 전체에서 학생들이 모여 제3의 물결에 가입하려 함으로써, 실험 그 자체가 생명력을 얻기 시작했다. 셋째 날, 운동에 가입한 학생의 수는 처음의 30명에서 43명으로 불어났다. 모든 학생들은 학업 능력과 동기부여에 있어 급격한 발전을 나타냈다. 학생들은 회원증(member card)을 만들고, 각자 특수한 임무(제3의 물결 현수막 만들기, 회원이 아닌 학생이 교실에 들어오는 것 막기 등)를 할당받았다. 존스는 학생들에게 새로운 회원을 모으는 법을 가르쳤고, 셋째 날 실험이 종료되는 시점에서 회원 수는 200명 이상으로 늘어났다. 일부 학생들이 규칙을 못 견뎌하는 학생들이 있음을 존스에게 일러바치자 존스는 깜짝 놀랐다.

### 제4일
실험 넷째날은 목요일이었다. 존스는 실험이 자신의 통제를 벗어나는 것을 느끼고 실험을 종료해야겠다고 마음먹었다. 학생들은 이 프로젝트에 급격히 연루되었으며, 그들의 프로젝트에 대한 준수와 충성은 무지막지했다. 존스는 실험 대상이 된 학생들에게, 이 운동은 사실 전국적으로 진행되는 운동의 일환이며, 우리 운동의 대통령 후보께서 다음 날 운동의 존재를 공공에 선언할 것이라고 알렸다. 존스는 학생들에게 금요일 정오에 모두 모여서 그 선언을 지켜볼 것을 명령했다.

### 제5일
마지막 날, 모인 학생들은 지도자의 텔레비전 연설 대신, 빈 채널의 스노우 노이즈만을 보게 되었다. 몇분 뒤, 존스는 학생들에게 너희들은 파시즘 실험에 참여한 것이며, 나치 시대 독일인들이 그러했던 것과 같은 우월관을 자발적으로 형성시켰다는 것을 알려 주었다. 그리고 그는 나치 정권에 관한 영화를 들어주면서 실험을 마무리했다.

## 심리학
심리학에서는 청소년의 패거리 행동과 동조압력에 대한 연구가 광범위하게 이루어지고 있으며, 본 실험은 그러한 개념의 변형이라고 할 수 있다. 이 실험이 모델로 했던 히틀러 유겐트는 물론, 아프리카와 중동의 청소년 테러집단에 대한 많은 분석이 이루어지고 있다.

## 같이 보기
- 밀그램 실험
- 스탠포드 감옥 실험
- 동조압력
- 제인 엘리엇
- 디 벨레

## 추가 자료
- Dawson, Jeff (31 August 2008), "The Wave shows how to turn children into Nazis 보관됨 2011-06-15 - 웨이백 머신", Sunday Times.
- Klink, Bill (April 21, 1967) "The Third Wave presents inside look at Fascism",The Cubberley Catamount 보관됨 2011-10-06 - 웨이백 머신, Volume 11, No. 14, Page 3. (News article in Cubberley student newspaper, following the Third Wave Rally, including details regarding the rally and names of some individuals involved.)
- Leler, Robin and Sakuma, Bernice. (April 7, 1967) The Cubberley Catamount 보관됨 2011-10-06 - 웨이백 머신, Volume 11, No. 13, Page 2. Column entitled "Through the Tiger Eye". (Article in Cubberley student newspaper makes brief reference to the events of the "Third Wave".)
- Strasser, T. (1981). The Wave. New York: Dell Publishing Co.
- Williams, Sylvia Berry. (1970) Hassling. New York: Little, Brown. Page 51 in Chapter 7 "A Bill of Particulars on the USM".